# Данаєв Олексій Валерійович
Олексій Валерійович Данаєв (нар. 1 вересня 1979, Душанбе, Таджицька РСР) — казахський та український футболіст, захисник та півзахисник.

## Клубна кар'єра
Вихованець луганського футболу. У 2003 році прийняв громадянство Казахстану.
Футбольнцу кар'єру розпочав 1996 року в аматорському колективі «Метиз» (Луганськ). Наступного року переїхав до Білорусі, де виступав за «Ведрич-97» у Першій лізі Білорусі. У 1998 році повернувся до Луганська, де протягом двох років грав за аматорський клуб «Юніор» (Луганськ). Професіональну кар'єру в Україні розпочав у складі СК «Миколаїв», в складі якого дебютував 12 жовтня 1999 року, в матчі проти «Волині» (2:0). Першим же голом відзначився 27 квітня 2000 року в Борисполі, за місцевий «Борисфен» у ворота севастопольського «Чорноморця».
Кар'єра футболіста в Україні ніяк не складалася. За команди першої і другої ліг України — СК «Миколаїв», «Борисфен», «Олком», «Портовик». Також виступав за команду КФК «Колос».
У Казахстан потрапив 2002 року, і виступав за клуб першої ліги «Каспій». З 2003 року грав у вищому дивізіоні країни. Грав за «Єсіль-Богатир», «Акжайик», «Екібастузець», «Шахтар», «Тобол» та «Іртиш».

## Досягнення

### Командні
- Суперліга Казахстану
  -  Бронзовий призер (1): 2009

- Кубок Казахстану
  -  Володар (2): 2009, 2010

- Перша ліга Казахстану
  -  Срібний призер (1): 2013